# Это всё Агата
«Э́то всё Ага́та» (англ. Agatha All Along) — американский мини-сериал из 9 серий, созданный Жак Шеффер для стримингового сервиса Disney+ и основанный на героине Marvel Comics Агате Харкнесс. Действия сериала происходят в медиафраншизе «Кинематографическая вселенная Marvel» (КВМ), он напрямую связан с фильмами франшизы и является спин-оффом сериала «Ванда/Вижн» (2021). Производством «Агаты» занимались Marvel Studios и 20th Television. Главным сценаристом и режиссёром сериала стала Жак Шеффер.
Кэтрин Хан вернулась к роли Агаты Харкнесс из «Ванда/Вижн», также в сериале снимались Джо Лок, Дебра Джо Рапп, Пэтти Люпон, Обри Плаза, Сашир Замата, Али Ан, Оквуи Окпоквасили, Эван Питерс, Мария Диззия, Пол Адельштейн и Майлз Гутьеррес-Райли. Разработка сериала началась в октябре 2021 года, когда было подтверждено участие Хан и Шеффер, а официальный анонс состоялся через месяц. В начале 2023 года, ещё до начала съёмок, Шеффер, Ганджа Монтейру и Рэйчел Голдберг стали режиссёрами. Некоторые актёры второго плана из сериала «Ванда/Вижн», а также некоторые члены съёмочной группы и музыканты, вернулись в «Агате». Съёмки начались в середине января 2023 года на Trilith Studios в Атланте и завершились в конце мая, а в Лос-Анджелесе проходили дополнительные съёмки. Сериал неоднократно менял своё название: сперва он был объявлен как «Агата: Дом Харкнесс», в июле 2022 года подзаголовок был изменён на «Ковен хаоса», а в сентябре 2023 года — на «Дневники Даркхолда». В марте 2024 года сериал лишился подзаголовка и был назван просто «Агата». В мае 2024 года название было окончательно изменено на «Это всё Агата».
Премьера двух серий сериала «Это всё Агата» состоялась на стриминг-сервисе Disney+ 18 сентября 2024 года. Финальные две серии вышли 30 октября. Сериал является частью Пятой фазы КВМ.

## Синопсис
Агата Харкнесс оказывается беспомощной после освобождения из аномалии Уэствью. Она надеется вернуть свою былую силу и для этого находит для себя неожиданных союзников.

## Актёры и персонажи
- Кэтрин Хан — Агата Харкнесс: могущественная ведьма, которая играла роль «Агнес», «любопытной соседки» Ванды Максимофф и Вижна в созданном Вандой ситкоме «Ванда/Вижн»[2][3].
- Джо Лок — Билли Максимофф / Уильям Каплан[англ.]: фамильяр[4][5], сын Ванды Максимофф[6], который присоединяется к ковену Агаты, но чья личность скрыта от ведьм заклинанием.
- Дебра Джо Рапп — Шэрон Дэвис: жительница Уэствью, исполнявшая в ситкоме «Ванда/Вижн» роль «миссис Харт»[7][8].
- Пэтти Люпон — Лилия Кальдеру: 450-летняя ведьма-сицилийка и член ковена Агаты, способная предсказывать будущее[4].
- Обри Плаза — Рио Видаль / Смерть: зелёная ведьма и бывшая возлюбленная Агаты[4][5].
- Сашир Замата[англ.] — Дженнифер Кейл[англ.]: лишённая сил ведьма и член ковена Агаты, специализирующаяся в зельеварении. Ещё до прослушивания на роль Замату привлекала тематика ведьм и волшебства, так как она писала об этом для своего стендапа «Первая женщина», вдохновившись книгой Кристен Дж. Солли «Ведьмы, шлюхи и феминистки: Заклятие секс-позитива»[5].
- Али Ан[англ.] — Элис Ву-Гулливер: ведьма-защитница из ковена Агаты[9] и бывший офицер полиции.
- Оквуи Окпоквасили[англ.] — Вертиго[англ.] : ведьма и член Салемской семерки
- Эван Питерс — Ральф Боунер / Рандалл: бывший житель Уэстьвю, который играл в нём роль мужа «Агнес», а позднее использован Агатой для роли в ситкоме брата-близнеца Ванды Пьетро Максимофф.
- Мария Диззия — Ребекка Каплан: мать Уильяма[10].
- Пол Адельштейн — Джефф Каплан: отец Уильяма[10].
- Майлз Гутьеррес-Райли — Эдди: парень Билли[5][11].

В сериале появились и другие жители Уэствью, представленные в сериале «Ванда/Вижн» (2021): Эмма Коулфилд Форд сыграла Сару Проктор / «Дотти Джонс», Дэвид Пэйтон — Джона Коллинза / «Херба», Дэвид Ленгель — мужа Сары Гарольда Проктора / «Фила Джонса», Асиф Али — Абилаша Тандона / «Норма», а Амос Глик — доставщика пиццы, получившего имя «Деннис». Из сериала «Ванда/Вижн» также вернулись Кейт Форбс в роли матери Агаты, Эваноры Харкнесс, и Брайан Брайтман в роли шерифа из Иствью.
Остальные шесть членов «Салемской семерки», которые появляются в сериале, включают Марину Мазепу в роли «Змеи», Бетани Карри в роли «Вороны», Афину Перампл в роли «Лисы», Бритту Грант в роли «Крысы», Алисию Вела-Бейли в роли «Совы» и Чау Наумову в роли «Койота».

## Список серий
| № | Название | Режиссёр        | Автор сценария              | Дата премьеры    |
| - | --- | --------------- | --------------------------- | ---------------- |
| 1 | «Поиск дороги» «Seekest Thou the Road»                                                                           | Жак Шеффер      | Жак Шеффер                  | 18 сентября 2024 |
| 2 | «Круг, сшитый судьбой / Открой свои скрытые врата» «Circle Sewn with Fate / Unlock Thy Hidden Gate»              | Жак Шеффер      | Лора Донни                  | 18 сентября 2024 |
| 3 | «Через многие мили хитростей и испытаний» «Through Many Miles / Of Tricks and Trials»                            | Рэйчел Голдберг | Кэмерон Скуайрз             | 25 сентября 2024 |
| 4 | «Если я не могу достучаться до тебя, пусть моя песня научит тебя» «If I Can't Reach You / Let My Song Teach You» | Рэйчел Голдберг | Джованна Саркис             | 2 октября 2024   |
| 5 | «Самый тёмный час / Пробуди свою силу» «Darkest Hour / Wake Thy Power»                                           | Рэйчел Голдберг | Лора Монти                  | 9 октября 2024   |
| 6 | «Фамильяр рядом с тобой» «Familiar by Thy Side»                                                                  | Ганджа Монтейру | Джейсон Ростовски           | 16 октября 2024  |
| 7 | «Рука Смерти в моей» «Death's Hand in Mine»                                                                      | Жак Шеффер      | Джиа Кинг и Кэмерон Скуайрз | 23 октября 2024  |
| 8 | «Следуй за мной, мой друг, к славе в конце» «Follow Me My Friend / To Glory at the End»                          | Ганджа Монтейру | Питер Кэмерон               | 30 октября 2024  |
| 9 | «Дева-Мать-Старуха» «Maiden Mother Crone»                                                                        | Ганджа Монтейру | Жак Шеффер и Лора Донни     | 30 октября 2024  |

## Производство

### Разработка
В августе 2019 года на проходящем раз в два года мероприятии Disney D23 Кэтрин Хан была представлена как исполнительница роли Агнес, соседки Ванды Максимофф и Вижна в сериале Marvel Studios и Disney+ «Ванда/Вижн» (2021). Седьмой эпизод сериала раскрыл, что «Агнес» на самом деле является ведьмой Агатой Харкнесс, персонажем Marvel Comics. В мае 2021 года главный сценарист «Ванда/Вижн» Жак Шеффер подписала трёхлетний контракт с Marvel Studios и 20th Television на разработку дополнительных проектов студии для стриминг-сервиса Disney+.
В октябре было раскрыто, что на ранней стадии разработки находится сериальный спин-офф «Ванда/Вижн» в жанре чёрной комедии, посвящённый Агате Харкнесс, а Шеффер выступит в качестве сценариста и исполнительного продюсера проекта. Участие самой Кэтрин Хан стало частью более крупной сделки актрисы с Marvel Studios, по которой Хан появится с ролью Агаты в нескольких сериалах и фильмах КВМ. Официально о сериале «Агата: Дом Харкнесс» было объявлено в ноябре 2021 года. В июле 2022 года название было изменено на «Агата: Ковен хаоса». К ноябрю Шеффер также была назначена режиссёром сериала, а в следующем месяце стало известно, что Ганджа Монтейру также снимет несколько эпизодов. В январе 2023 года эта информация была подтверждена официально, а к команде режиссёров присоединилась Рэйчел Голдберг. В сентябре 2023 года сериал был снова переименован, на сей раз в «Агата»; в мае актриса Обри Плаза выкладывала фотографию режиссёрского стула с таким названием, написанным шрифтом, вдохновлённым тем, что использовался для фильма Disney «Дневники принцессы» (2001). Сообщалось, что многочисленные смены названия происходили не из-за какой-либо нерешительности Marvel Studios. Актриса Дебра Джо Рапп описала сериал как второй сезон «Ванда/Вижн» и сравнила его с сериалом «Американская история ужасов», в котором каждый сезон — «это что-то совершенно новое». Кевин Файги, Луис Д’Эспозито, Виктория Алонсо и Брэд Уиндербаум также выступают исполнительными продюсерами проекта. Производством также занимается студия 20th Television.

### Сценарий
Авторы «Ванда/Вижн» Питер Кэмерон, Кэмерон Сквайрс, Лора Донни и Меган Макдоннелл работали над написанием сценариев к эпизодам, к ним присоединились Лора Монти, Джованна Саркис и Джейсон Ростовски.

### Кастинг
После анонса о разработке сериале в октябре 2021 года ожидалось возвращение Кэтрин Хан к своей роли из «Ванда/Вижн», что было подтверждено в ноябре официальным заявлением студии. В октябре Эмма Коулфилд Форд объявила, что повторит исполненную ей в «Ванда/Вижне» (2021) роль Сары Проктор / «Дотти Джонс». В ноябре Джо Лок, Обри Плаза, Эли Ан, Мария Диззия и Сашир Замата присоединились к актёрскому составу. Лок сыграл Билли Каплана, главного мужского персонажа, которого издание Deadline Hollywood описало как «подростка-гея с мрачным чувством юмора», Плаза исполнила роль злодейки по имени Рио Видаль, оригинального персонажа, придуманного специально для сериала, Ан и Диззия — роли ведьм, а у Заматы будет роль колдуньи Дженнифер Кейл. В следующем месяце Пэтти Люпон присоединилась к актёрскому составу с ролью Лилии Кальдеру.
В январе 2023 года было объявлено, что Дебра Джо Рапп, Дэвид Пэйтон, Дэвид Ленгель, Асиф Али, Амос Глик, Брайан Брайтман и Кейт Форбс повторят свои роли Шэрон Дэвис / «миссис Харт», Джона Коллинза / «Херба», Гарольда Проктора / «Фила Джонса», Абилаша Тандона / «Норма», разносчика пиццы «Денниса», шерифа из Иствью и матери Агаты Эваноры Харкнесс соответственно, исполненные ими в «Ванда/Вижне». Также к актёрскому составу присоединились Майлз Гутьеррес-Райли, сыгравший Халклинга, и Оквуи Окпоквасили.

### Дизайн
Дизайнером костюмов стал Дэниел Селон, ранее работавший ассистентом дизайнера костюмов для «Ванда/Вижна», а также для фильмов «Доктор Стрэндж: В мультивселенной безумия» (2022) и «Тор: Любовь и гром» (2022), а художником-постановщиком — Джон Коллинз.

### Съёмки
Съёмочный период начался 17 января 2023 года в Атланте на студии Trilith Studios в Атланте, Шеффер, Монтейру и Голдберг выступят режиссёрами нескольких эпизодов. Калеб Хейманн и Джон Чела выступили операторами. Съёмки проходили под рабочим названием «Моя прелесть». К февралю 2023 года в Лос-Анджелесе проходили съёмки с участием Рапп, после чего съёмочная группа на два месяца переехала в Атланту. Ожидалось, что начавшаяся в мае 2023 года забастовка Гильдии сценаристов США не повлияет на производство «Ковена хаоса». Тем не менее предполагалось, что Marvel Studios будет снимать весь материал, который сможет, во время основных съёмок, а поправки будут вноситься уже на этапе пересъёмок сериала. Съёмочный процесс завершился к 28 мая.

### Музыка
В январе 2023 года Хан намекнула на то, что в сериале будут представлены оригинальные песни наподобие тех, что встречались в «Ванда/Вижне», в частности похожих на «Agatha All Along». В марте 2023 года официально было объявлено, что композитором сериала стал Кристоф Бек, написавший музыку к «Ванда/Вижну» и другим проектам КВМ. В следующем месяце было объявлено, что авторы песен к «Ванда/Вижну» Кристен Андерсон-Лопес и Роберт Лопес сочинили для сериала песни. В некоторых из них главным вокалистом выступает Хан, а Люпон и другие ведьмы являются бэк-вокалистами.

## Премьера
Премьера первых двух серий сериала «Это всё Агата» состоялась на стриминговом сервисе Disney+ 18 сентября 2024 года. Последующие серии выходили еженедельно, последние две серии, восьмая и девятая, вышли 30 октября, накануне Хэллоуина. Изначально сериал должен был выйти в 2023 году, однако к февралю того года, в связи с тем, что Disney и Marvel Studios решили повторно оценивать качество своей продукции, считалось, что «наверняка» в 2023 году выйдут только «Секретное вторжение» и второй сезон сериала «Локи»; в сентябре 2023 года было объявлено о переносе премьеры на конец 2024 года. Сериал является частью Пятой фазы КВМ.

## Критика
Сериал собрал 83 % положительных отзывов из 193 на сайте-агрегаторе рецензий Rotten Tomatoes, средний рейтинг составил 7,2 из 10. Консенсус критиков на сайте гласит: «Чудесную Кэтрин Хан поддерживает в этом спин-оффе КВМ ковен запоминающихся актёров, который по-новому готовит свой особенный отвар». Сайт Metacritic, который вычисляет среднее взвешенное, на основе 32 критиков дал сериалу оценку 66 из 100, что означает «в основном положительные» отзывы.

## Комментарии
1. ↑  События сериала «Ванда/Вижн».